# اتاق وضعیت
اتاق وضعیت (انگلیسی: Situation Room) یا اتاق مرکز مدیریت که معمولاً با نام اتاق کنفرانس جان کندی شناخته می‌شود، اتاقی است که امروزه به عنوان مرکز مدیریت اطلاعات شناخته می‌شود و در زیرزمین بال غربی قرار گرفته است. این اتاق توسط کارکنان شورای امنیت ملی و رئیس‌جمهور به همراه مشاوران وی استفاده می‌گردد. اتاق موقعیت مجهز به تجهیزات ارتباطی پیشرفته و ایمن برای رئیس‌جمهور است تا بتواند فرماندهی و کنترل نیروهای آمریکایی در سراسر جهان را حفظ نماید

## نگارخانه

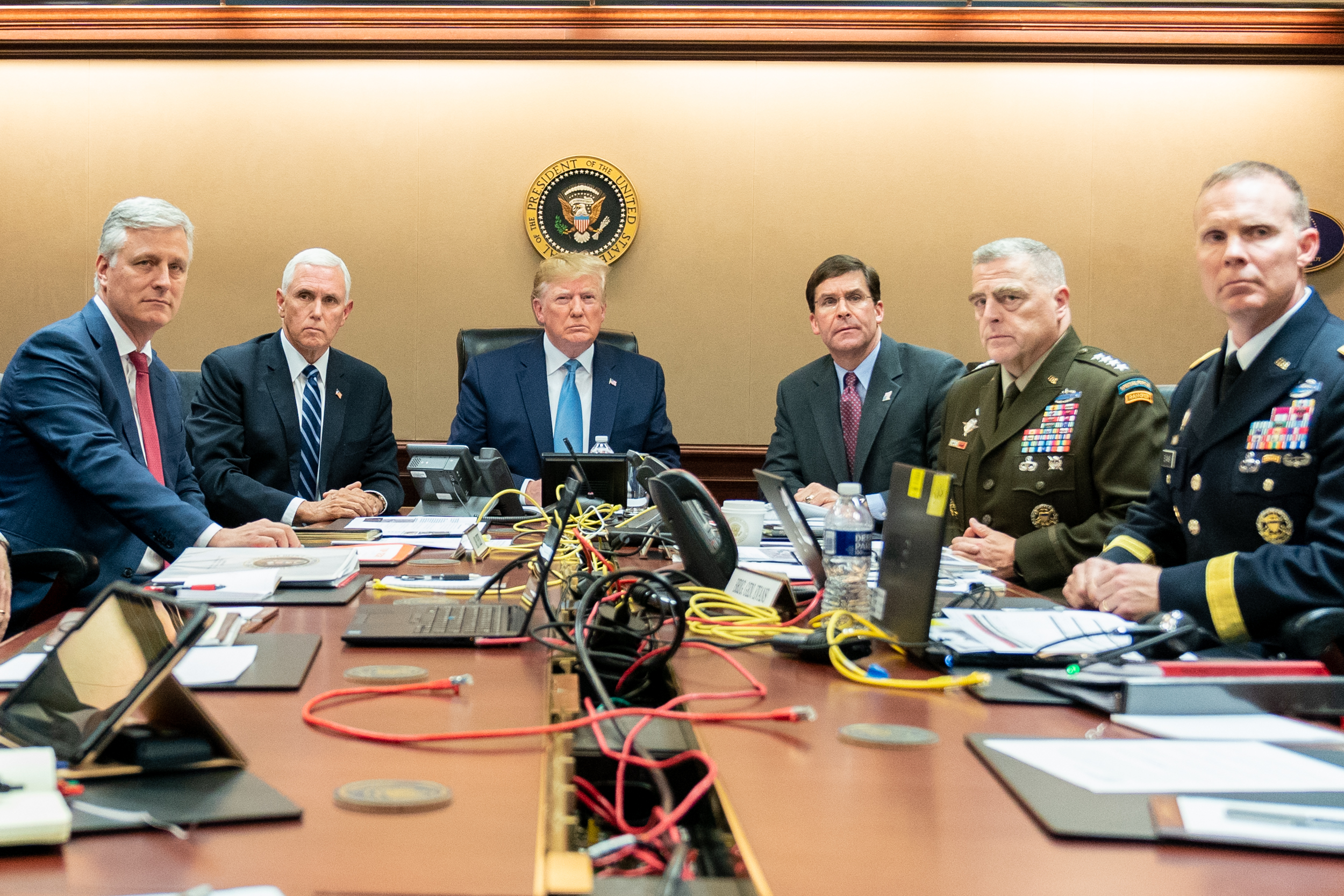
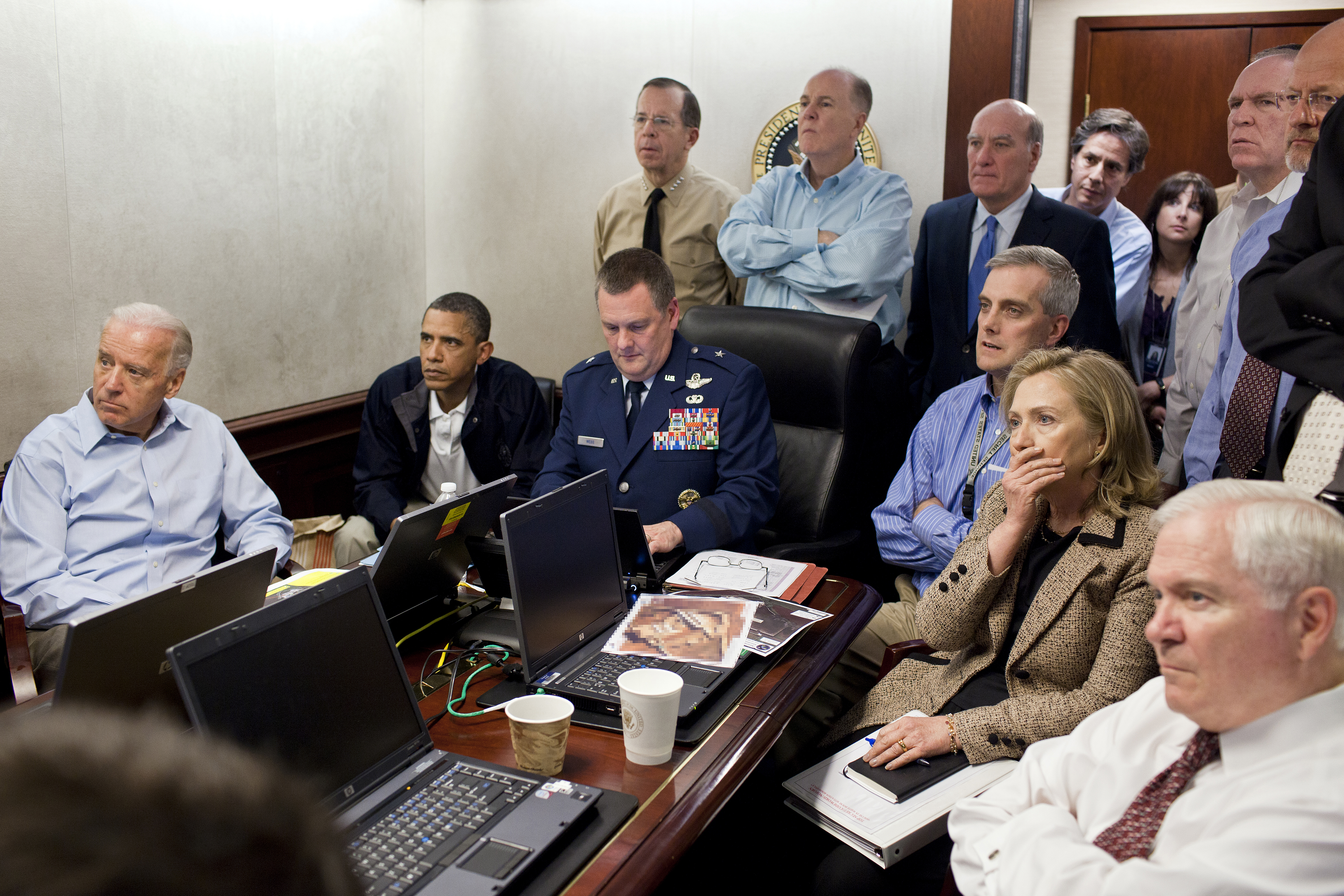
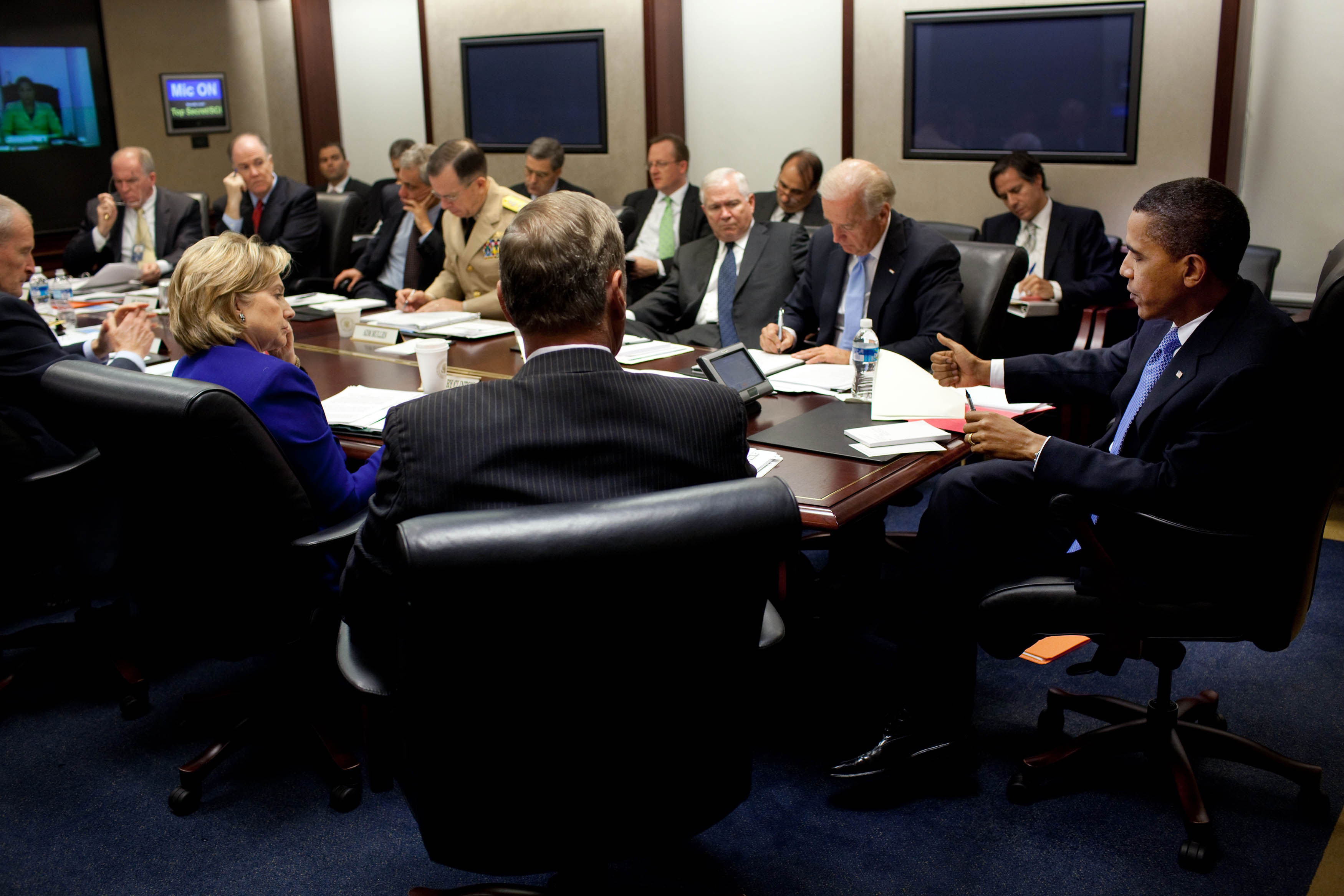
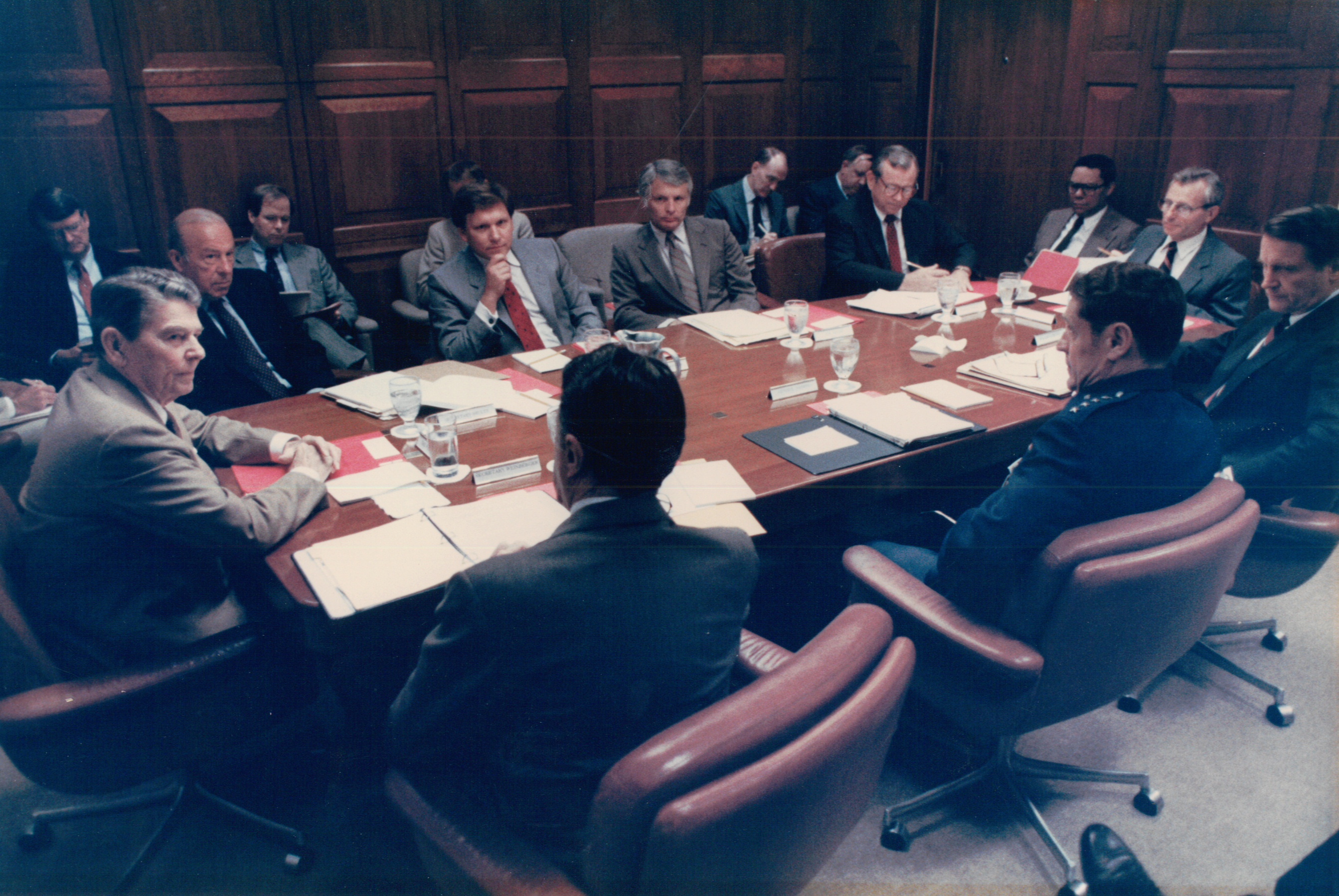
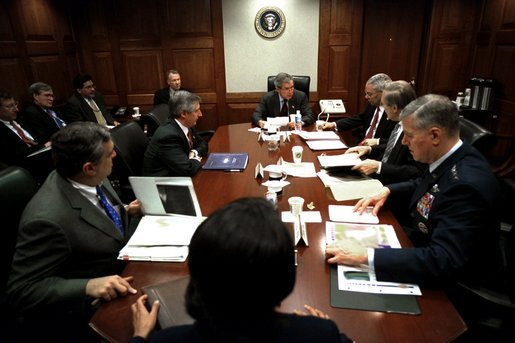
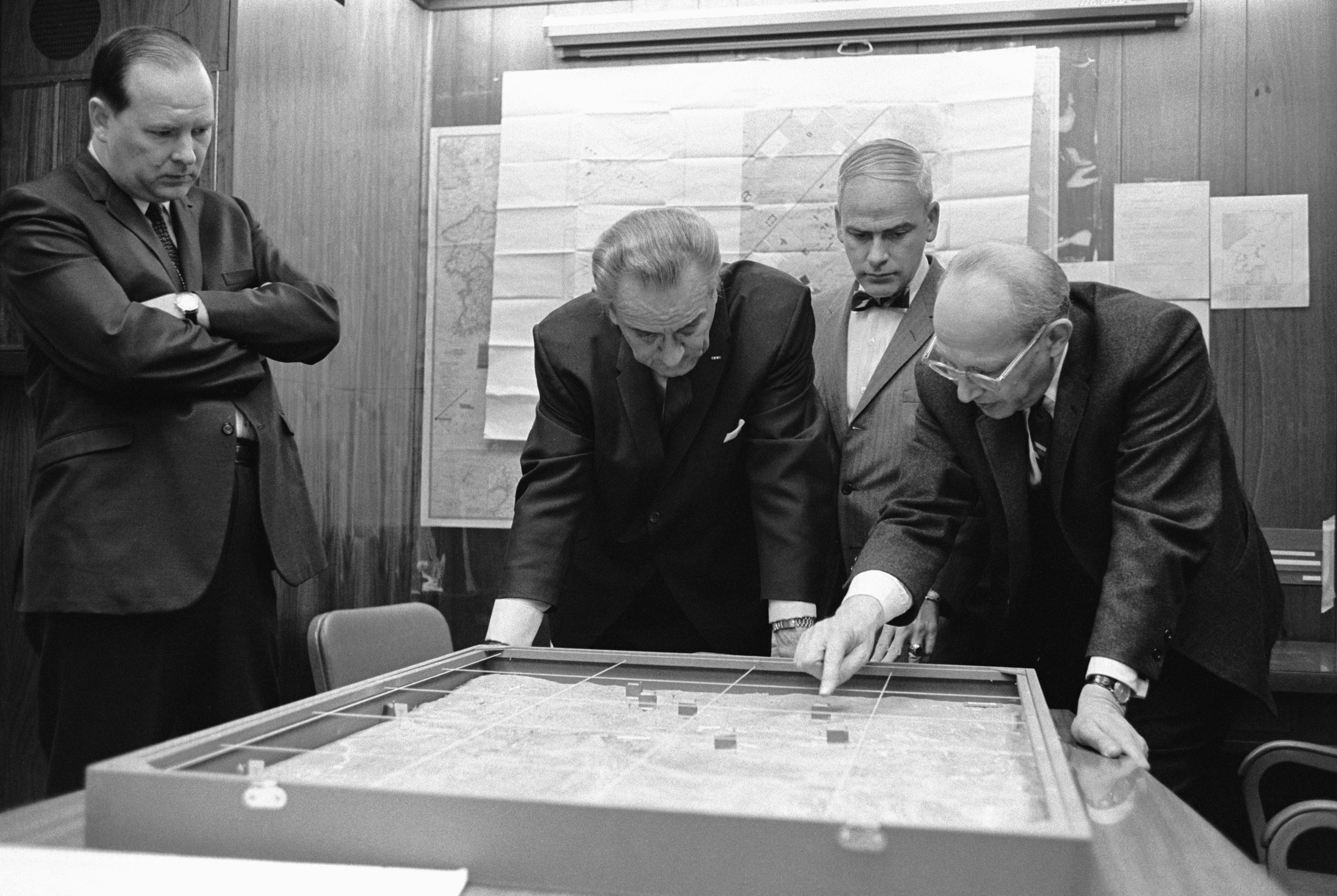